# 中国睡眠研究会
中国睡眠研究会是中华人民共和国睡眠科技工作者组成的群众性学术团体，是中国科学技术协会主管的社会团体，1994年成立。